# Skyldig
Skyldig är en tilltalad som i en rättegång i domstol har dömts för ett visst brott. Domen reglerar såväl skuld- som  påföljdsfrågan.